# Lapptrattskivling
Lapptrattskivling (Infundibulicybe lapponica) är en svampart som tillhör divisionen basidiesvampar, och som först beskrevs av Harmaja, och fick sitt nu gällande namn av Harmaja. Lapptrattskivling ingår i släktet Infundibulicybe, och familjen Chromocyphellaceae. Arten är reproducerande i Sverige.